# Carly Piper
Carly Piper (Grosse Pointe, 23 de setembro de 1983) é uma nadadora norte-americana.
Em Atenas 2004, foi ouro nos 4x200m medley.